# Ingemar Hedberg
Ingemar Harald Robert Hedberg (Örebro, 8 de marzo de 1920-Estocolmo, 19 de mayo de 2019) fue un deportista sueco que compitió en piragüismo en la modalidad de aguas tranquilas.
Participó en los Juegos Olímpicos de Helsinki 1952, obteniendo una medalla de plata en la prueba de K2 1000 m. Ganó tres medallas de oro en el Campeonato Mundial de Piragüismo de 1950.

## Palmarés internacional
| Juegos Olímpicos   | Juegos Olímpicos       | Juegos Olímpicos | Juegos Olímpicos |
| Año                | Lugar                  | Medalla          | Evento           |
| ------------------ | ---------------------- | ---------------- | ---------------- |
| 1952               | Helsinki (Finlandia)   | Medalla de plata | K2 1000 m        |
| Campeonato Mundial |                        |                  |                  |
| Año                | Lugar                  | Medalla          | Evento           |
| 1950               | Copenhague (Dinamarca) | Medalla de oro   | K1 4 × 500 m     |
| 1950               | Copenhague (Dinamarca) | Medalla de oro   | K2 500 m         |
| 1950               | Copenhague (Dinamarca) | Medalla de oro   | K2 1000 m        |